# Peugeot 406
La Peugeot 406 è un'autovettura di fascia medio-alta prodotta tra il 1995 e il 2004 dalla casa automobilistica francese Peugeot.

## Storia

### Genesi
Il progetto D80, finalizzato alla realizzazione di una berlina che sostituisse la 405, fu avviato già nel 1990: la Casa del Leone Rampante stanziò a tale scopo una cifra di 5,7 miliardi di franchi, pari a circa 2 000 miliardi di lire.
L'idea dei progettisti Peugeot era quella di realizzare un'automobile che si distaccasse dalla semplicità della 405 (sebbene la vettura fosse stata molto apprezzata dal pubblico), per proporre una vettura più grande ed elegante, che si avvicinasse maggiormente alla concorrenza, che stava proponendo modelli sempre più moderni.
Sempre stando ai programmi della Casa, oltre alla berlina avrebbero dovuto essere prodotte una versione familiare ed anche una coupé, che riprendesse l'eredità dei vecchi modelli come la 504 Coupé e, prima ancora, della 404 coupé.

### Esordio
La nuova vettura, battezzata 406, fu presentata al Salone di Francoforte del 1995: la produzione in Francia venne avviata praticamente in contemporanea, salvo gli esemplari di pre-serie nati già alcuni mesi prima. In Italia la 406 sarebbe arrivata alla fine del dicembre 1995.
La 406 venne prodotta a Sochaux, presso la sede centrale della casa del leone, e in breve tempo si contava di arrivare a un regime di 1 200 esemplari al giorno.

### Linea e interni

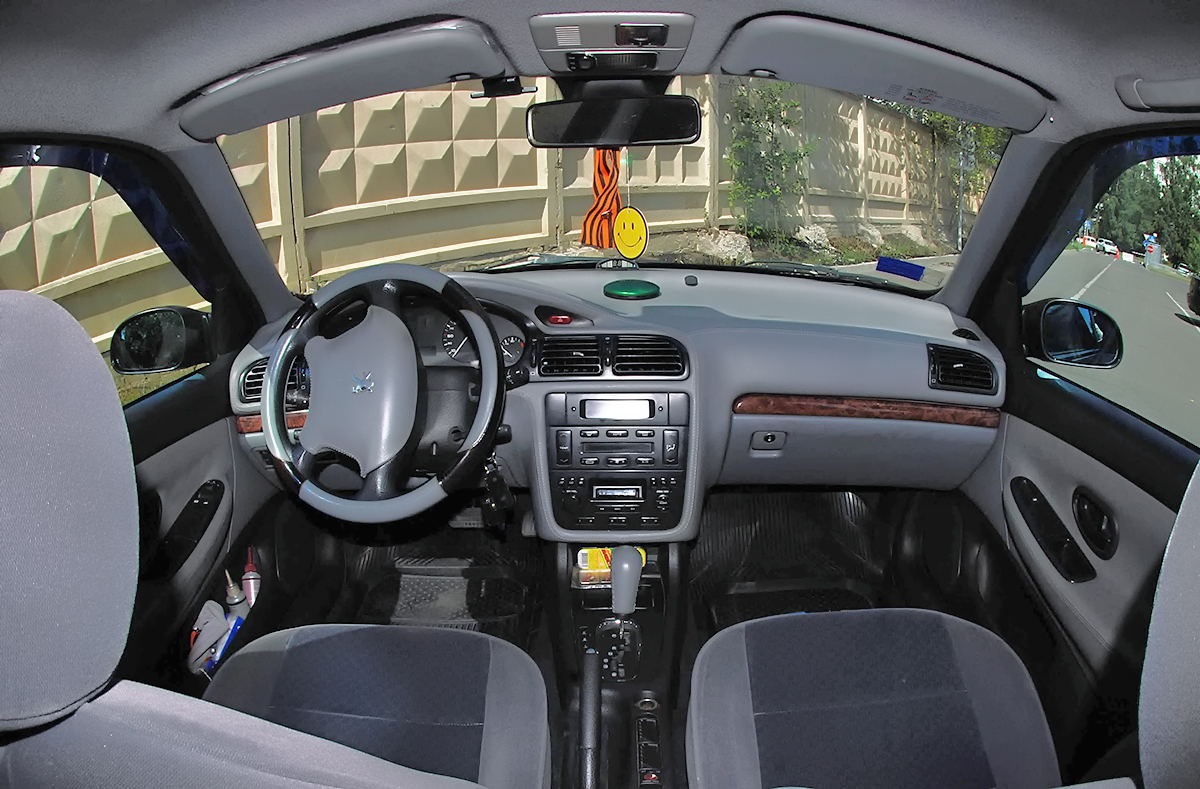
Abitacolo di una 406.

La 406 era caratterizzata da una linea più "importante" rispetto a quella della 405. Ferma restando la classica configurazione a tre volumi (unica vettura francese di segmento D dell'epoca a mantenerla), la 406 risultava più lunga di 14,5 cm e più larga di 7,5 cm. Anche il passo era leggermente aumentato, seppur di soli 3 cm. La linea, disegnata dal centro stile Peugeot di La Garenne-Colombes diretto da Gérard Welter, presentava alcune analogie stilistiche con l'ammiraglia Peugeot, ossia la 605, della quale manteneva alcune soluzioni ritenute efficaci, come il frontale basso e spiovente contraddistinto dalla calandra sottile divisa in due da un unico listello orizzontale. I fari trapezoidali, secondo la tradizione Peugeot dell'epoca, erano sottili e inclinati verso la calandra. Sempre la vista frontale permetteva di notare un piccolo particolare, vale a dire il nuovo logo della Casa, con il Leone Rampante racchiuso all'interno di una piccola cornice cromata. La vista laterale permetteva di apprezzare l'eleganza del corpo vettura, ma anche la dinamicità delle linee, esaltata dall'andamento inclinato di parabrezza e lunotto, nonché dei relativi montanti. Era inoltre possibile notare anche il sottile fascione che andava a sottolineare la zona inferiore della fiancata. L'unica nota stonata, peraltro presente solo nelle versioni di base, stava nella presenza dei cerchi in acciaio con copriruota. La coda alta sembrava quasi tronca, anche per via della sua particolare linea concava che terminava nella zona superiore con una sorta di piccola appendice aerodinamica incorporata. Elegante anche il disegno dei fari posteriori, con plastiche bicolore e dal profilo avvolgente.
L'abitacolo era uno degli aspetti della 406 in cui i progettisti hanno dimostrato di aver dato il meglio, poiché non risultava semplicemente all'altezza delle berline premium della stessa fascia, ma anzi, si poneva ai vertici della categoria per la ricchezza dei contenuti, per la sua completezza, la sua funzionalità e la sua ergonomia. I passeggeri trovavano all'interno della berlina francese un'atmosfera rilassante e confortevole. Il conducente, in particolare, poteva trovare facilmente la posizione di guida ottimale grazie alle numerose regolazioni. La strumentazione a elementi circolari analogici era racchiusa sotto un'ampia palpebra. Erano presenti anche alcune funzioni digitali, come il contachilometri parziale. Ampia anche la disponibilità di vani portaoggetti, mentre il bagagliaio, assai capiente, poteva essere integrato dalla possibilità di abbattere lo schienale posteriore e aumentare la capacità di carico da 350 a 460 litri. In questo senso, la 406 è stata una delle pochissime berline a tre volumi ad offrire il divano posteriore reclinabile.

### Dotazione
La dotazione di serie della 406 era abbastanza completa fin dalle versioni di base, sebbene migliorabile: i modelli di attacco della gamma erano equipaggiati con doppio airbag, vetri elettrici anteriori, chiusura centralizzata, climatizzatore manuale, sedile guida e volante regolabili. Salendo appena di livello, la dotazione si arricchiva con l'ABS, i vetri elettrici posteriori, i retrovisori esterni elettrici, i poggiatesta posteriori, i fendinebbia, il climatizzatore automatico in luogo di quello manuale e il tergicristallo automatico, che entrava autonomamente in funzione non appena degli appositi sensori captavano le gocce di pioggia, e si disinseriva al termine della precipitazione o quando si entrava in posti coperti, come una galleria o sotto la tettoia di un casello autostradale o di un'area di servizio. Gli stessi sensori erano in grado di quantificare l'intensità della pioggia e di variare automaticamente l'intermittenza della funzione tergicristallo.

### Struttura e meccanica
La scocca della 406 era composta da 310 lamierati in acciaio saldati tra loro con 4 000 punti di saldatura. Grande importanza è stata data alla sicurezza degli occupanti: a tale proposito vanno sottolineati i rinforzi alla scocca, per conferire rigidità alla struttura, ma anche per garantire un'adeguata protezione in caso di impatto. Tali rinforzi si hanno anche in alcune zone dell'abitacolo, come per esempio nella plancia. Inoltre, per la prima volta in una Peugeot, era disponibile un semplicissimo dispositivo da tempo auspicato dalla stampa specializzata, chiamato interruttore inerziale, che in caso di urto blocca l'afflusso di carburante al motore, per prevenire il rischio di incendi.
Tradizionale era lo schema meccanico della 406, che manteneva la classica architettura "tutto avanti" con motore sistemato in posizione trasversale. Il pianale utilizzato derivava da quello della Citroën Xantia, salvo per il fatto di non possedere le sospensioni idropneumatiche. Qui vi erano comunque delle significative novità, poiché troviamo infatti un classico avantreno con schema pseudo-MacPherson, ma anche un ben più raffinato retrotreno multilink che va a sostituire il vecchio schema a bracci longitudinali oscillanti e barre di torsione trasversali. Inoltre, tale retrotreno riceve dalla Xantia il sistema autodirezionale, che dona maggior agilità in curva alla vettura.
Più dolenti sono gli aspetti legati alla qualità dell'impianto frenante, il cui schema di tipo misto e l'assenza dell'ABS nelle versioni meno ricche, non consentiva una frenata efficace e sicura. Il dispositivo antibloccaggio era comunque ottenibile, anche se con sovrapprezzo. Tale aspetto penalizzava la 406 rispetto ad altre berline della stessa fascia di mercato. Lo sterzo era invece a cremagliera con piantone collassabile e servosterzo idraulico.

### Motorizzazioni
Al suo esordio, la 406 era disponibile nella maggior parte dei mercati europei in tre motorizzazioni a benzina più due a gasolio:
- 1.6 8v: 1580 cm³, monoalbero a due valvole per cilindro, con 88 CV di potenza massima;
- 1.8 16v: 1761 cm³, bialbero a 4 valvole per cilindro, con 110 CV di potenza massima;
- 2.0 16v: 1998 cm³, bialbero a 4 valvole per cilindro, con 132 CV di potenza massima;
- 1.9 TD: 1905 cm³ turbodiesel, monoalbero a 2 valvole per cilindro, con 90 CV di potenza massima;
- 2.1 TD: 2088 cm³ turbodiesel, monoalbero a 3 valvole per cilindro, con 109 CV di potenza massima.

Nel mercato italiano, però, la gamma prevista per l'esordio era limitata solamente ai motori 1.8 e 2.0 a benzina: le restanti versioni sarebbero arrivate solo in seguito. Nel frattempo, per chi voleva una berlina media a gasolio, oppure a benzina, ma di cilindrate inferiori, la Casa francese aveva lasciato in listino nel nostro mercato alcune versioni della 405.
In ogni caso, tutte le motorizzazioni erano accoppiate a un cambio manuale a 5 marce. A richiesta, su alcune versioni, era possibile avere un cambio automatico a 4 marce.

## Evoluzione

### I primi anni

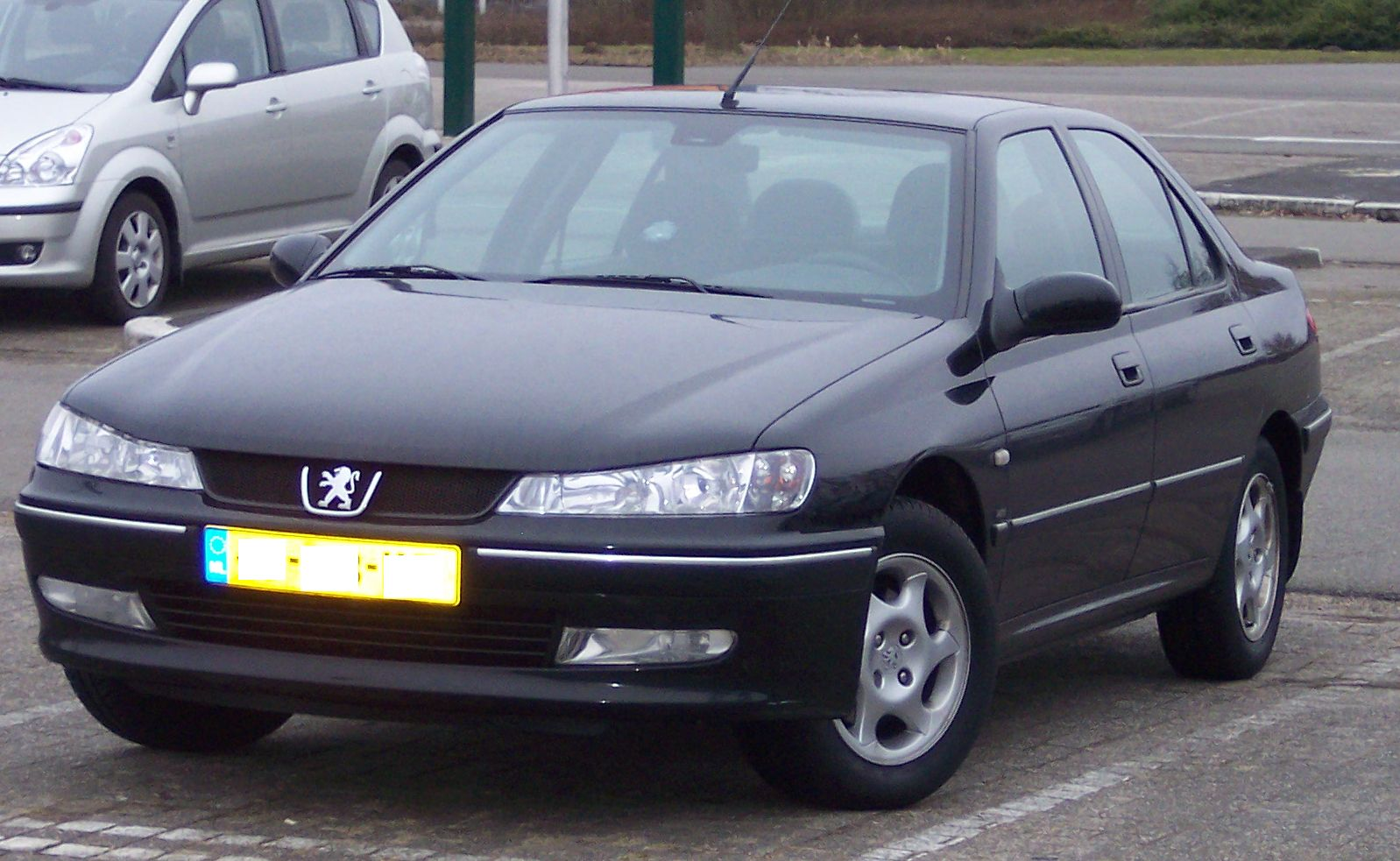
Una 406 berlina post-restyling.

Proposta in tre livelli di allestimento (SL, SV e ST), la 406 riscosse un'ottima accoglienza, specialmente in Francia, dove fu utilizzata anche come auto della Polizia, e in Gran Bretagna. In quest'ultimo mercato, la 406 fu costruita negli ex-stabilimenti della Chrysler Europe, la quale fu assorbita nel 1978 dal Gruppo PSA: la 406 riscosse un successo enorme in tale mercato, al punto di offuscare il già notevole successo ottenuto negli anni precedenti dalla piccola Peugeot 205. Un po' meno brillanti furono i risultati ottenuti in Germania, dove la clientela era campanilisticamente più legata ai prodotti della concorrenza nazionale, che comunque erano ottime vetture. Anche in Italia la 406 stentò un po', anche se alla fine ottenne risultati di gran lunga migliori che sul mercato tedesco.
Nel corso del 1996, la gamma italiana si arricchì notevolmente: dapprima entrarono in listino le due versioni turbodiesel da 1.9 e 2.1 litri, mentre nel mese di ottobre arrivò la versione 2.0 turbo, il cui propulsore raggiungeva la potenza di 150 CV. Contemporaneamente le ultime versioni della 405 sparirono dal listino italiano.
Alla fine dello stesso anno esordì anche la versione station wagon, più lunga e capiente, poteva essere ordinata anche in versione a 7 posti su tre file di sedili.
Nella primavera del 1997, invece, fu la volta della 406 Coupé, elegante e grintosa, con cui la Casa francese tornava nel settore delle coupé di fascia medio-alta. Nello stesso anno, il 1.6 venne tolto dai mercati dove era previsto, per essere sostituito da un 1.8 di pari potenza, praticamente una versione monoalbero del normale 1.8 da 110 CV. Tale versione 1.8 da 90 CV venne stavolta proposta anche per il nostro mercato. Contemporaneamente, venne introdotta la versione top di gamma, mossa da un 3 litri realizzato in collaborazione con Renault, e che erogava 190 CV di potenza massima.

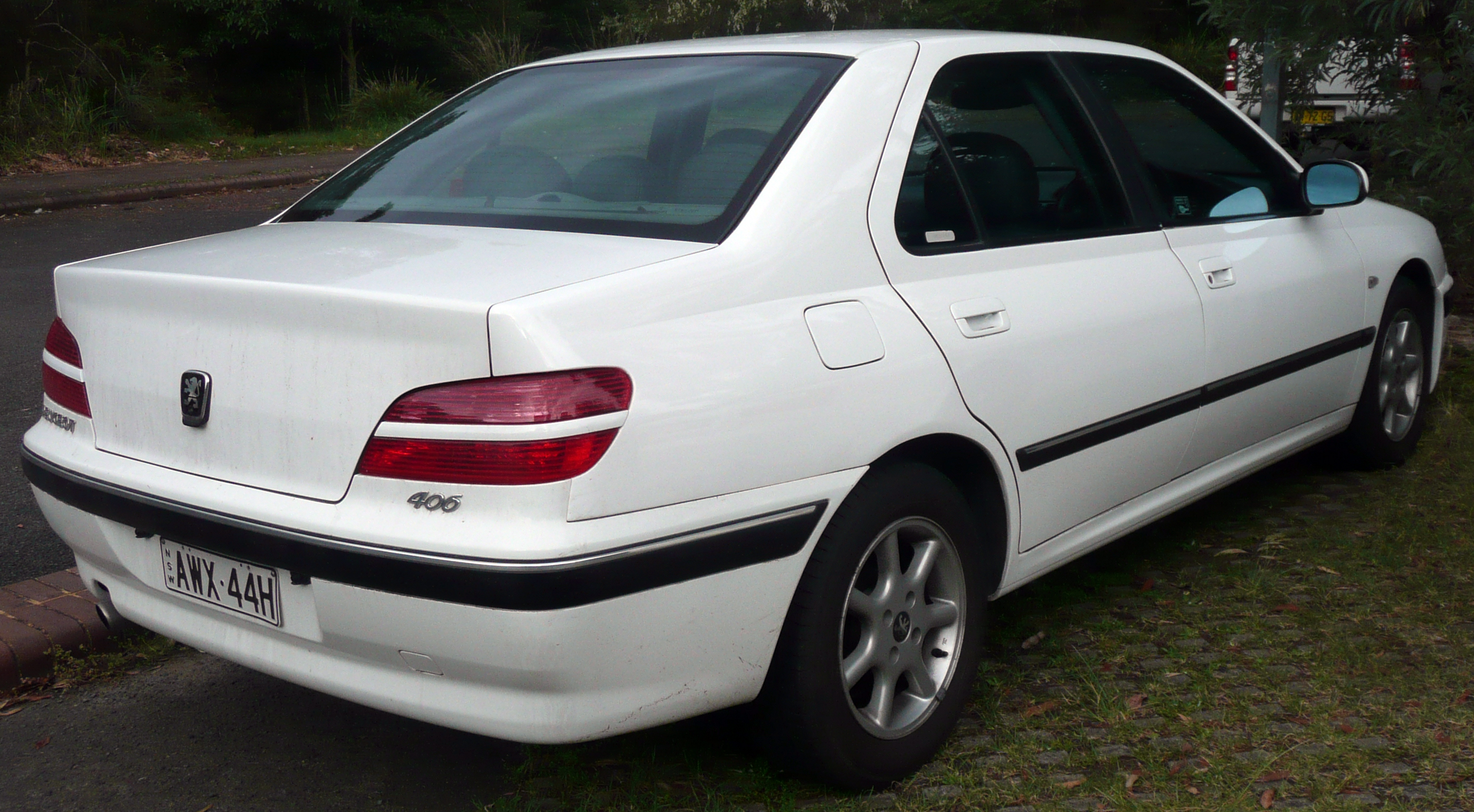
Vista posteriore di una 406 berlina post-restyling.

Nel 1999, la 406 fu sottoposta a un restyling, che interessò berlina e station wagon, ma non la coupé, la quale si discostava già di per sé in maniera piuttosto decisa dal resto della gamma. Il restyling interessò il frontale, con cofano più ampio e meno spiovente, una nuova calandra senza il listello orizzontale, gruppi ottici più grandi e aggressivi, e un nuovo paraurti dal disegno più moderno e la coda, che propose gruppi ottici tagliati in due e non più in un pezzo unico. Anche gli interni e la strumentazione vennero aggiornati e resi più eleganti e completi. Dal punto di vista meccanico, notevoli migliorie vennero apportate all'impianto frenante, che stavolta si avvalse di componentistica Brembo. Inoltre venne adottato il nuovo 2 litri bialbero da 136 CV che già equipaggiava la 206 GTI, ma le vere novità si ebbero sul fronte Diesel: infatti, con il boom del gasolio, in seguito all'introduzione della tecnologia common rail, anche per la 406 fu proposta un'adeguata motorizzazione turbodiesel, da 2.0 litri di cilindrata, che andò a sostituire la precedente motorizzazione con precamera. Anche l'unità da 2.1 litri sparì dal listino: sarebbe stata sostituita nel 2000 con l'arrivo di una nuova motorizzazione turbodiesel da 2.2 litri. Sempre nel 2000, il 1.8 della serie XU venne sostituito da un nuovo motore 1.8 bialbero a benzina da 117 CV.
La grande diffusione dei motori turbodiesel che si ebbe a cavallo tra i due secoli portò alcune novità di applicazione: infatti, alcune Case automobilistiche cominciarono a proporre il gasolio anche su vetture di carattere sportiveggiante, per sperimentare l'impatto che avrebbe avuto sul pubblico, impatto che si rivelò positivo. In tal senso, per quanto riguarda la Peugeot, e più in particolare la 406, a partire dal 2001, la motorizzazione da 2.2 litri a gasolio, che esordì l'anno precedente sotto il cofano di berlina e station wagon, fu proposta anche sulla sportiva 406 Coupé prodotta a Grugliasco. Assieme a essa arrivò anche una motorizzazione sempre da 2.2 litri ma a benzina. Nello stesso anno il designer svizzero Franco Sbarro propose un possibile restyling della 406 berlina.
Da questo punto in poi, si entrò nella fase calante della carriera della 406, sulla quale non vennero introdotte più variazioni o novità di rilievo. L'unica novità degna di nota si ebbe con l'introduzione di una versione speciale denominata HPi ed equipaggiata da un 2 litri a benzina a iniezione diretta. A quel punto la gamma si avviò lentamente verso il pensionamento. Nel 2004 la berlina e la station wagon furono tolte di produzione per lasciare il posto alla Peugeot 407. La coupé resistette fino alla fine del 2005. All'inizio dell'anno seguente, anche quest'ultima uscì di scena, rimpiazzata dalla 407 coupé.

#### La 406 SW

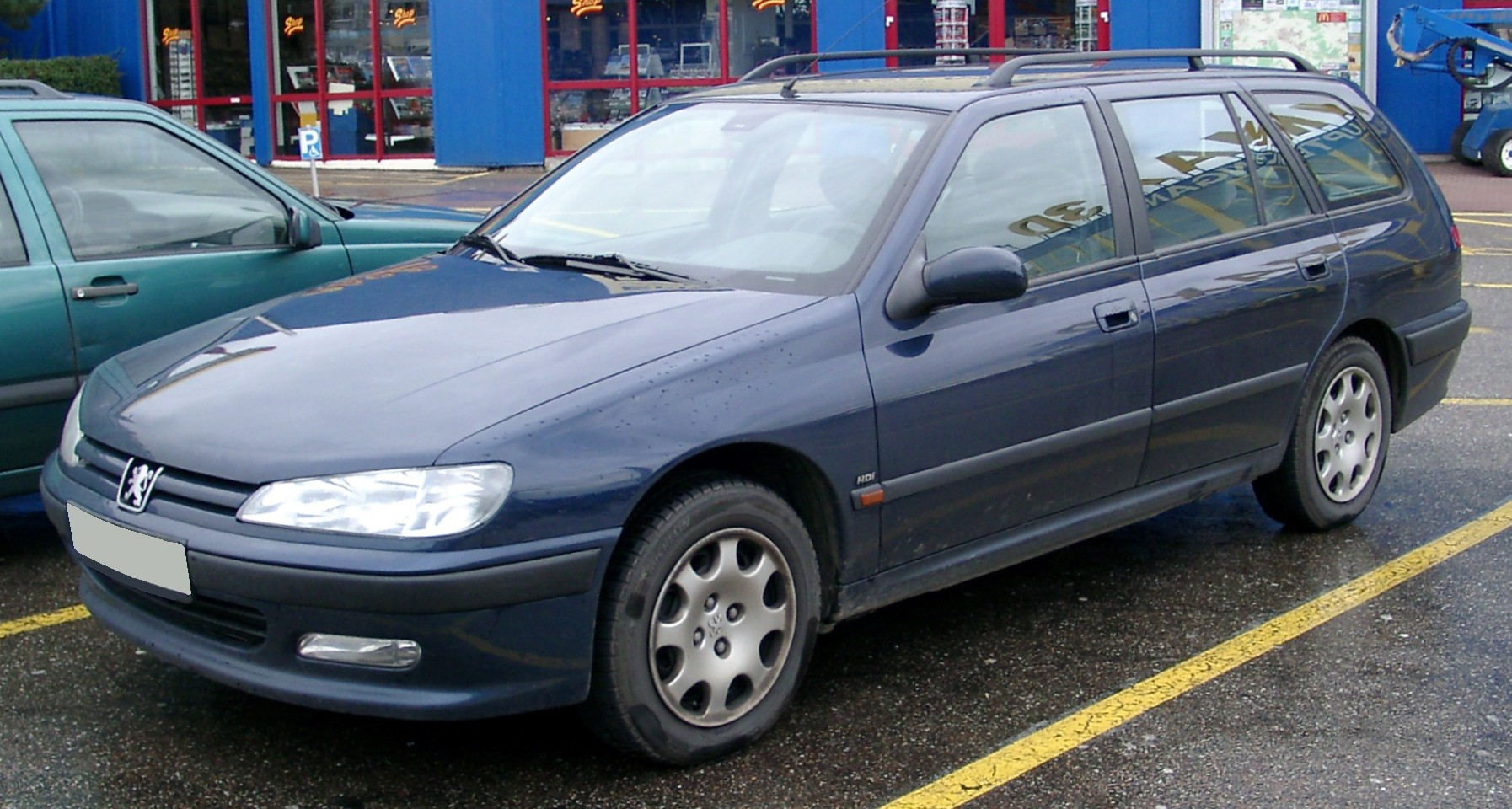
Una 406 SW pre-restyling.

La versione giardinetta venne introdotta tra la fine del 1996 e l'inizio del 1997 in tutti i mercati europei. Era caratterizzata da dimensioni imponenti, molto più generose rispetto alla 405 SW che andava a sostituire. Ma qui cominciano le disquisizioni riguardanti la vera eredità raccolta dalla 406 SW. Infatti, la nuova station wagon era fin dall'inizio disponibile anche in configurazione a 7 posti, per cinque adulti più due bambini sistemati nella terza fila su due strapuntini a scomparsa orientati contromarcia: la possibilità di avere sette posti ricollegava quindi la 406 SW alla grande 505 Familiare, non più in listino dal 1992, ma che proponeva anch'essa a suo tempo questa soluzione, non prevista invece per la giardinetta su base 405.
Sebbene in versione 7 posti la 406 SW sia penalizzata sotto il profilo della capacità di carico, è in realtà questa la vera vocazione della station francese: l'ampio vano bagagli è già generosissimo in versione a 5 posti, poiché possiede una capacità di carico di 526 litri, ma abbattendo lo schienale posteriore si ottiene un piano di carico molto profondo, che si estende in lunghezza per ben 1,95 m. Così si può estendere la capacità di carico a ben 1 741 litri, oltre il triplo della capacità iniziale.

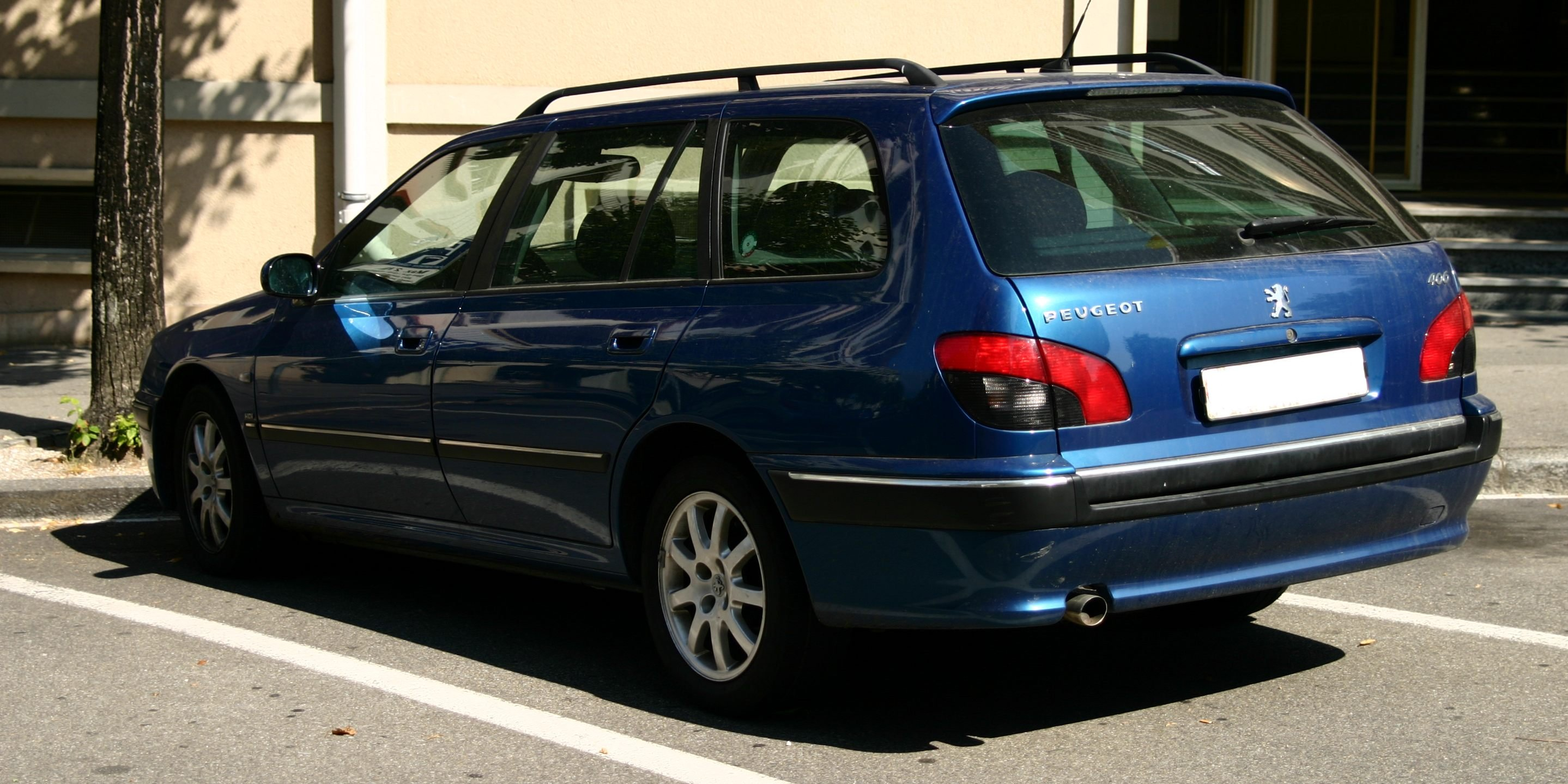
Posteriore di una 406 SW.

Mediamente e a parità di motorizzazione e allestimento, una 406 SW pesava circa un centinaio di kg in più rispetto alla berlina. Le motorizzazioni erano praticamente le stesse della versione a tre volumi, con l'eccezione della versione 1.6, non disponibile per la giardinetta.

#### La 406 Coupé
Considerata da molti una delle più belle coupé degli anni novanta e una delle più belle Peugeot di sempre, la 406 Coupé riporta in auge il concetto di coupé di fascia medio-alta, lasciato da parte oramai dal 1983, anno in cui venne pensionata la 504 Coupé.
La Peugeot 406 Coupé ha ricevuto importanti riconoscimenti:
- “L’automobile più bella del mondo 1997” nella categoria dei coupé;
- “La più bella vettura dell’anno 1998”;
- “Il Car Design Award 1998” come miglior design tra le vetture di serie;
Si tratta dell'unico modello di 406 non prodotto presso uno stabilimento Peugeot, poiché l'assemblaggio avveniva interamente in Italia a Torino negli stabilimenti Pininfarina di Grugliasco (lastratura e verniciatura) e San Giorgio Canavese (carrozzeria). La 406 Coupé propone una carrozzeria del tutto differente da quella della berlina: qui non si notano grandi somiglianze con le altre due varianti della gamma. Il design dell'auto è attribuito a un giovane designer dello staff Pininfarina: Davide Arcangeli. Osservando la vettura da certe angolazioni, si ha l'impressione che i designer di Grugliasco abbiano attinto in parte dalle affascinanti linee di certe Ferrari da essi già disegnate pochi anni prima, una su tutte la 456.
Questi sapienti tocchi stilistici, che solo una firma di prestigio come Pininfarina sa dare, donavano una grinta intrinseca nel corpo vettura, una grinta che stupiva ancor più se si considerava la pulizia delle linee, non appesantite da pacchiane appendici aerodinamiche. Caratteristico era il frontale appuntito con fari sottili e calandra appena accennata, corrispondente in pratica alla battuta del cofano motore. Estremamente pulita la fiancata, che mostra l'accentuata inclinazione dei montanti anteriori e posteriori. Specifico il disegno dei cerchi in lega della BBS a 6 razze (denominati starfish) da 15 pollici (per la versione 2000 cc) e 16 pollici (per le versioni 3000cc e diesel). Particolare anche la coda sfuggente con caratteristici gruppi ottici romboidali.

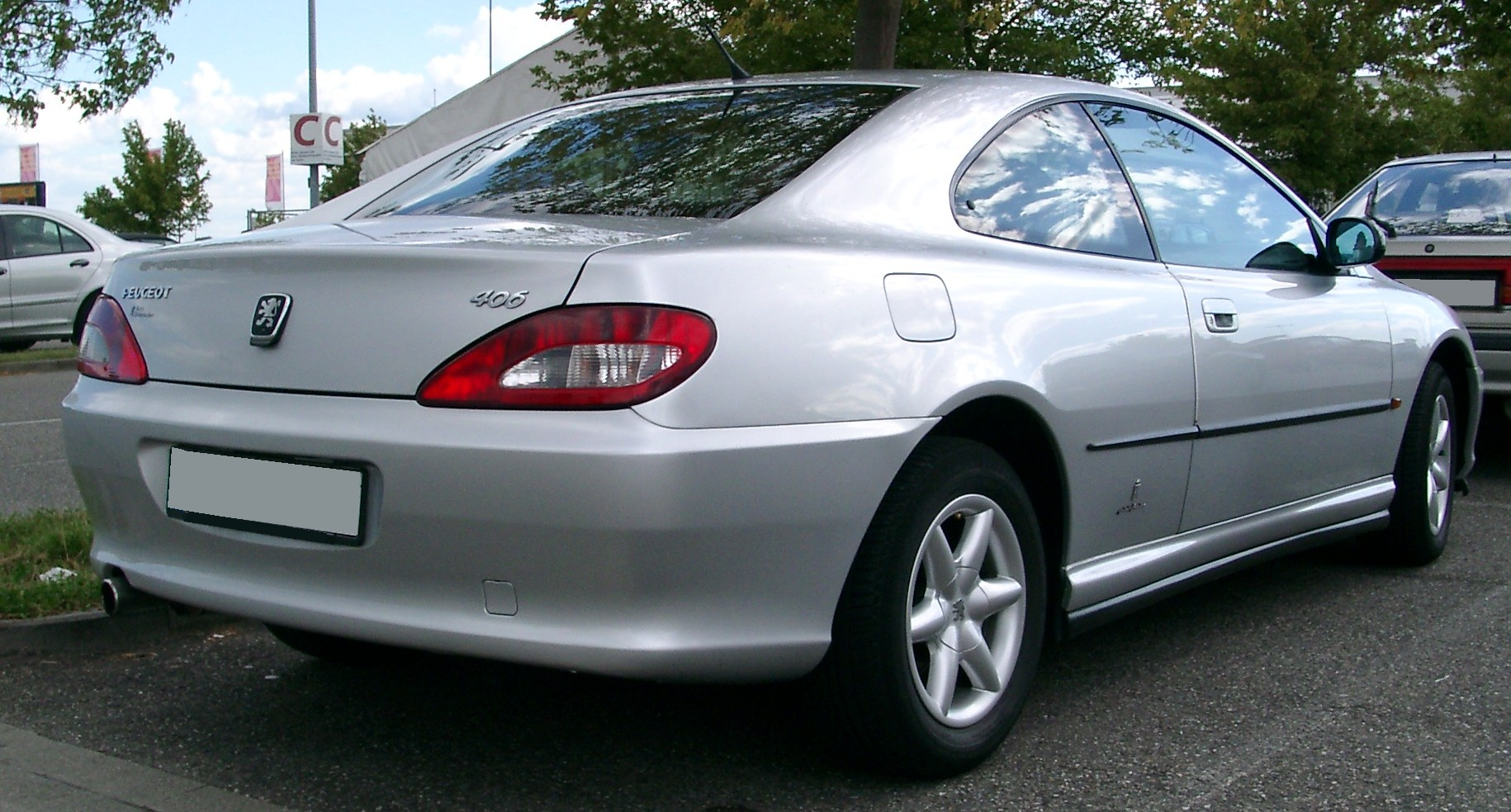
Vista posteriore di una 406 Coupé.

Lunga 4,615 m, la 406 Coupé risultava più lunga della berlina, ma più corta della SW: internamente, la zona anteriore dell'abitacolo ricordava quasi per intero la berlina e la SW. La parte posteriore offriva invece tutte le caratteristiche di una coupé, compreso il più difficile accesso ai posti posteriori, sebbene una volta entrati l'abitabilità sia ottima per due adulti.
La gamma delle motorizzazioni con cui era prevista era molto più limitata che nelle altre versioni, e comprendeva inizialmente solo due motorizzazioni a benzina, vale a dire il 2.0 16v da 132 CV e il 3.0 V6 24v da 190 CV.
Nel 1998, usando la 406 Coupé come base meccanica, il designer svizzero Franco Sbarro creò la Crisalys, una vettura in configurazione roadster dotata di telaio dual-frame. Ne è stata costruita anche una versione da competizione.
Nel dicembre 1999, il 2 litri da 132 CV della serie XU venne rimpiazzato da nuovo 2 litri da 136 CV della serie EW, invece, il 3 litri V6 passò da 190 a 207 CV.
Nel 2001 arrivò un nuovo motore a benzina da 2.2 litri e 158 CV e un motore Diesel 2.2 litri Turbo da 136 CV.

### Restyling 2003

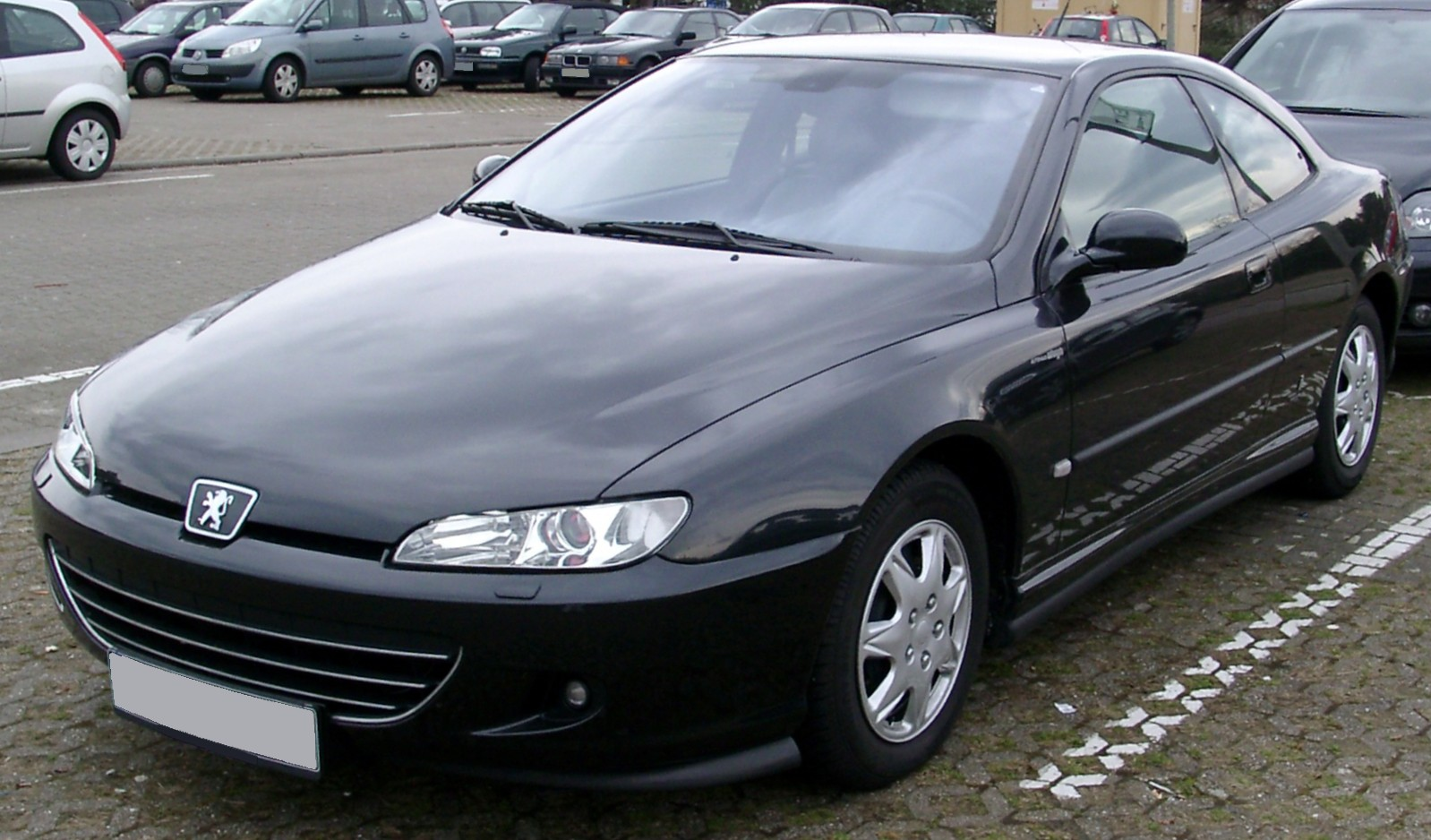
406 Coupé restyling 2003.

Nel 2003 vi fu il restyling anche per la versione coupé, limitato solo ad alcuni dettagli, il più evidente dei quali fu la griglia anteriore completamente ridisegnata. L'aggiornamento estetico riguardò anche gli interni in una nuova finitura satinata della plancia.
La 406 Coupé fu l'ultima 406 a uscire di produzione: quando nel 2004 l'ultima 406 Coupé uscì dalle linee di montaggio, le versioni berlina e SW erano già fuori listino da almeno un anno.
Nel dicembre 2004 si concluse la produzione con 107.631 auto prodotte, di cui circa 5.100 vendute in Italia.

## Riepilogo versioni e caratteristiche
Di seguito vengono mostrate le caratteristiche delle varie versioni previste per la gamma 406, suddivise per tipo di carrozzeria. I prezzi riportati sono espressi in lire e si riferiscono al livello di allestimento meno costoso
| Modello                                                                                     | Motore             | Cilindrata cc      | Alimentazione                                  | Potenza CV/rpm     | Coppia Nm/rpm      | Massa a vuoto (kg) | Velocità max       | Acceler. 0–100 km/h | Consumo (L/100 km) | Anni di produzione | Prezzo all'esordio in lire x1000 |
| Versioni a benzina                                                                          | Versioni a benzina | Versioni a benzina | Versioni a benzina                             | Versioni a benzina | Versioni a benzina | Versioni a benzina | Versioni a benzina | Versioni a benzina  | Versioni a benzina | Versioni a benzina | Versioni a benzina               |
| ------------------------------------------------------------------------------------------- | ------------------ | ------------------ | ---------------------------------------------- | ------------------ | ------------------ | ------------------ | ------------------ | ------------------- | ------------------ | ------------------ | -------------------------------- |
| 406 1.6i 1                                                                                  | XU5 M3/Z           | 1580               | Iniezione elettronica                          | 89/6000            | 128/3000           | 1.260              | 180                | 14"8                | 8,5                | 1996-97            | -                                |
| 406 1.8i                                                                                    | XU7 JB             | 1761               | Iniezione elettronica                          | 90/5000            | 150/2600           | 1.280              | 181                | 14"6                | 8,4                | 1997-00            | 32.900                           |
| 406 1.8i 16v                                                                                | XU7 JP4            | 1761               | Iniezione elettronica                          | 110/5500           | 158/4250           | 1.275              | 192                | 12"5                | 7,5                | 1995-2000          | 35.950                           |
| 406 1.8i 16v                                                                                | EW7J4              | 1749               | Iniezione elettronica                          | 117/5500           | 160/4000           | 1.315              | 197                | 12"2                | 7,7                | 2000-04            | 36.900                           |
| 406 2.0i 16v                                                                                | XU10 J4R           | 1998               | Iniezione elettronica                          | 132/5500           | 180/4200           | 1.320              | 203                | 11"                 | 8,4                | 1995-99            | 42.650                           |
| 406 2.0i 16v                                                                                | EW10J4             | 1997               | Iniezione elettronica                          | 136/6000           | 190/4100           | 1.350              | 208                | 10"8                | 8,4                | 1999-04            | 39.800                           |
| 406 2.0i 16v HPi                                                                            | EW10D              | 1997               | Iniezione diretta                              | 140/6000           | 192/4000           | 1.340              | 210                | 10"6                | 7,6                | 2001-03            | 45.503                           |
| 406 2.0 16v Turbo                                                                           | XU10J2TE           | 1998               | I.e. + turbo                                   | 150/5300           | 240/2500           | 1.335              | 210                | 10"3                | 9,8                | 1996-98            | 45.165                           |
| 406 2.2i 16v                                                                                | EW12J4             | 2231               | Iniezione elettronica                          | 158/5650           | 217/3900           | 1.370              | 214                | 10"                 | 8,7                | 2001-03            | 46.900                           |
| 406 3.0i V6 24v                                                                             | ES9 J4             | 2946               | Iniezione elettronica                          | 190/ 5500-5750     | 267/4000           | 1.450              | 230                | 8"2                 | 9                  | 1997-992           | 52.850                           |
| 406 3.0i V6 24v                                                                             | ES9 J4S            | 2946               | Iniezione elettronica                          | 210/6000           | 285/3750           | 1.455              | 240                | 8"1                 | 9,7                | 1999-033           | 53.400                           |
| Versioni Diesel                                                                             |                    |                    |                                                |                    |                    |                    |                    |                     |                    |                    |                                  |
| 406 1.9 TD                                                                                  | XUD9TE/Y           | 1905               | Turbodiesel Iniezione indiretta pompa rotativa | 92/4000            | 196/2250           | 1.340              | 177                | 14"3                | 6,6                | 1996-99            | 39.860                           |
| 406 2.0 HDi                                                                                 | DW10TD             | 1997               | Turbodiesel common rail                        | 90/4000            | 205/1900           | 1.330              | 180                | 14"5                | 5,6                | 1999-03            | 38.150                           |
| 406 2.0 HDi                                                                                 | DW10ATED           | 1997               | Turbodiesel common rail                        | 107/4000           | 250/1750           | 1.410              | 191                | 12"5                | 5,5                | 1999-04            | 39.650                           |
| 406 2.1 TD                                                                                  | XUD11BTE           | 2088               | Turbodiesel iniezione indiretta pompa rotativa | 109/4300           | 250/2000           | 1.420              | 190                | 12"5                | 6,7                | 1996-99            | 43.735                           |
| 406 2.2 HDi                                                                                 | DW12ATED4          | 2179               | Turbodiesel common rail                        | 136/4000           | 310/2000           | 1.410              | 205                | 11"                 | 6,5                | 2001-04            | 49.300                           |
| 1 Non per il mercato italiano 2Per l'Italia dal 1999 al 2000 3Per l'Italia dal 2000 al 2001 |                    |                    |                                                |                    |                    |                    |                    |                     |                    |                    |                                  |

| Modello                         | Motore             | Cilindrata cc      | Alimentazione                                  | Potenza CV/rpm     | Coppia Nm/rpm      | Massa a vuoto (kg) | Velocità max       | Acceler. 0–100 km/h | Consumo (L/100 km) | Anni di produzione | Prezzo all'esordio in lire x1000 |
| Versioni a benzina              | Versioni a benzina | Versioni a benzina | Versioni a benzina                             | Versioni a benzina | Versioni a benzina | Versioni a benzina | Versioni a benzina | Versioni a benzina  | Versioni a benzina | Versioni a benzina | Versioni a benzina               |
| ------------------------------- | ------------------ | ------------------ | ---------------------------------------------- | ------------------ | ------------------ | ------------------ | ------------------ | ------------------- | ------------------ | ------------------ | -------------------------------- |
| 406 SW 1.8i                     | XU7 JB             | 1761               | Iniezione elettronica                          | 90/5000            | 150/2600           | 1.380              | 178                | 14"9                | 8,5                | 1997-00            | 34.732                           |
| 406 SW 1.8i 16v                 | XU7 JP4            | 1761               | Iniezione elettronica                          | 110/5500           | 158/4250           | 1.329              | 187                | 12"5                | 9                  | 1996-2000          | 36.352                           |
| 406 SW 1.8i 16v                 | EW7J4              | 1749               | Iniezione elettronica                          | 117/5500           | 160/4000           | 1.365              | 193                | 12"4                | 7,9                | 2000-04            | 37.900                           |
| 406 SW 2.0i 16v                 | XU10 J4R           | 1998               | Iniezione elettronica                          | 132/5500           | 180/4200           | 1.453              | 196                | 12"5                | 9,6                | 1996-99            | 40.500                           |
| 406 SW 2.0i 16v                 | EW10J4             | 1997               | Iniezione elettronica                          | 136/6000           | 190/4100           | 1.400              | 201                | 10"9                | 8,4                | 1999-04            | 40.800                           |
| 406 SW 2.0i 16v HPi             | EW10D              | 1997               | Iniezione diretta                              | 140/6000           | 192/4000           | 1.400              | 205                | 10"8                | 7,6                | 2001-03            | 47.633                           |
| 406 SW 2.0 16v Turbo            | XU10J2TE           | 1998               | I.e. + turbo                                   | 150/5300           | 240/2500           | 1.536              | 204                | 10"6                | 10,1               | 1996-98            | 44.200                           |
| 406 SW 2.2i 16v                 | EW12J4             | 2231               | Iniezione elettronica                          | 158/5650           | 217/3900           | 1.420              | 207                | 10"2                | 8,8                | 2001-03            | 48.400                           |
| 406 SW 3.0i V6 24v              | ES9 J4             | 2946               | Iniezione elettronica                          | 190/ 5500-5750     | 267/4000           | 1.501              | 227                | 8"5                 | 11,1               | 1997-2000          | 60.400                           |
| 406 SW 3.0i V6 24v              | ES9 J4S            | 2946               | Iniezione elettronica                          | 210/6000           | 285/3750           | 1.505              | 234                | 8"4                 | 10,2               | 1999-031           | 54.400                           |
| Versioni Diesel                 |                    |                    |                                                |                    |                    |                    |                    |                     |                    |                    |                                  |
| 406 SW 1.9 TD                   | XUD9TE/Y           | 1905               | Turbodiesel Iniezione indiretta pompa rotativa | 92/4000            | 196/2250           | 1.389              | 170                | 14"8                | 7,1                | 1996-99            | 41.160                           |
| 406 SW 2.0 HDi                  | DW10TD             | 1997               | Turbodiesel common rail                        | 90/4000            | 205/1900           | 1.380              | 175                | 14"8                | 5,9                | 1999-03            | 39.150                           |
| 406 SW 2.0 HDi                  | DW10ATED           | 1997               | Turbodiesel common rail                        | 107/4000           | 250/1750           | 1.460              | 185                | 12"8                | 5,8                | 1999-04            | 40.650                           |
| 406 SW 2.1 TD                   | XUD11BTE           | 2088               | Turbodiesel iniezione indiretta pompa rotativa | 109/4300           | 250/2000           | 1.485              | 183                | 12"6                | 7,2                | 1996-99            | 45.140                           |
| 406 SW 2.2 HDi                  | DW12ATED4          | 2179               | Turbodiesel common rail                        | 136/4000           | 310/2000           | 1.460              | 201                | 11"3                | 6,5                | 2001-04            | 50.300                           |
| 1Per l'Italia, dal 2000 al 2001 |                    |                    |                                                |                    |                    |                    |                    |                     |                    |                    |                                  |

| Modello                                                                | Motore             | Cilindrata cc      | Alimentazione           | Potenza CV/rpm     | Coppia Nm/rpm      | Massa a vuoto (kg) | Velocità max       | Acceler. 0–100 km/h | Consumo (L/100 km) | Anni di produzione | Prezzo all'esordio in lire x1000 |
| Versioni a benzina                                                     | Versioni a benzina | Versioni a benzina | Versioni a benzina      | Versioni a benzina | Versioni a benzina | Versioni a benzina | Versioni a benzina | Versioni a benzina  | Versioni a benzina | Versioni a benzina | Versioni a benzina               |
| ---------------------------------------------------------------------- | ------------------ | ------------------ | ----------------------- | ------------------ | ------------------ | ------------------ | ------------------ | ------------------- | ------------------ | ------------------ | -------------------------------- |
| 406 Coupé 2.0i 16v                                                     | XU10 J4R           | 1998               | Iniezione elettronica   | 132/5500           | 180/4200           | 1.345              | 205                | 10"5                | 9,5                | 1997-99            | 47.970                           |
| 406 Coupé 2.0i 16v                                                     | EW10J4             | 1997               | Iniezione elettronica   | 136/6000           | 190/4100           | 1.385              | 208                | 10"4                | 8,4                | 1999-05            | 50.500                           |
| 406 Coupé 2.2i 16v                                                     | EW12J4             | 2231               | Iniezione elettronica   | 158/5650           | 217/3900           | 1.434              | 218                | 10"                 | 8,8                | 2001-03            | 55.3781                          |
| 406 Coupé 3.0i V6 24v                                                  | ES9 J4             | 2946               | Iniezione elettronica   | 190/ 5500-5750     | 267/4000           | 1.501              | 227                | 8"5                 | 11,1               | 1997-99            | 60.400                           |
| 406 Coupé 3.0i V6 24v                                                  | ES9 J4S            | 2946               | Iniezione elettronica   | 210/6000           | 285/3750           | 1.485              | 240                | 7"8                 | 10                 | 2000-05            | 67.550                           |
| Versioni Diesel                                                        |                    |                    |                         |                    |                    |                    |                    |                     |                    |                    |                                  |
| 406 Coupé 2.2 HDi                                                      | DW12ATED4          | 2179               | Turbodiesel common rail | 136/4000           | 310/2000           | 1.410              | 201                | 10"9                | 6,5                | 2001-05            | 55.900                           |
| 1Corrispondente a 28.600 Euro, prezzo per l'esordio in Italia nel 2002 |                    |                    |                         |                    |                    |                    |                    |                     |                    |                    |                                  |

## Attività sportiva
Della 406 vennero realizzati alcuni modelli da competizione aggiornati con nuove componenti aerodinamiche, nuovi pneumatici e cerchi sportivi e sistemi di sicurezza omologati dalla FIA.
Nel 1997 Laurent Aïello, a bordo di una di queste, conquistò l'ADAC SuperTourenwagen Cup. La stessa vettura vinse successivamente nel 1999 e nel 2000 il Championnat de France de Supertourisme con William David.

## La Peugeot 406 all'estero
Attualmente è ancora in produzione in Nigeria.

## La 406 nei Media
La Peugeot 406 compare nella celebre serie di film "Taxxi", "Taxxi 2" e "Taxxi 3" e, nelle scene in cui viene modificata, è utilizzata una versione da corsa.